# Парк истории венгерской железной дороги
Парк истории венгерской железной дороги («Венгерский железнодорожный музей»; венг. Magyar Vasúttörténeti Park) — это железнодорожный музей, расположенный в столице Венгрии г. Будапеште на железнодорожной станции и в мастерских Венгерской государственной железной дороги (MÁV), в бывшем будапештском Северном депо.
Музей охватывает более 70.000 квадратных метров и имеет свыше ста экспонатов, в основном транспортные средства (локомотивы, вагоны и т. д.) и железнодорожное оборудование.

## Обзор

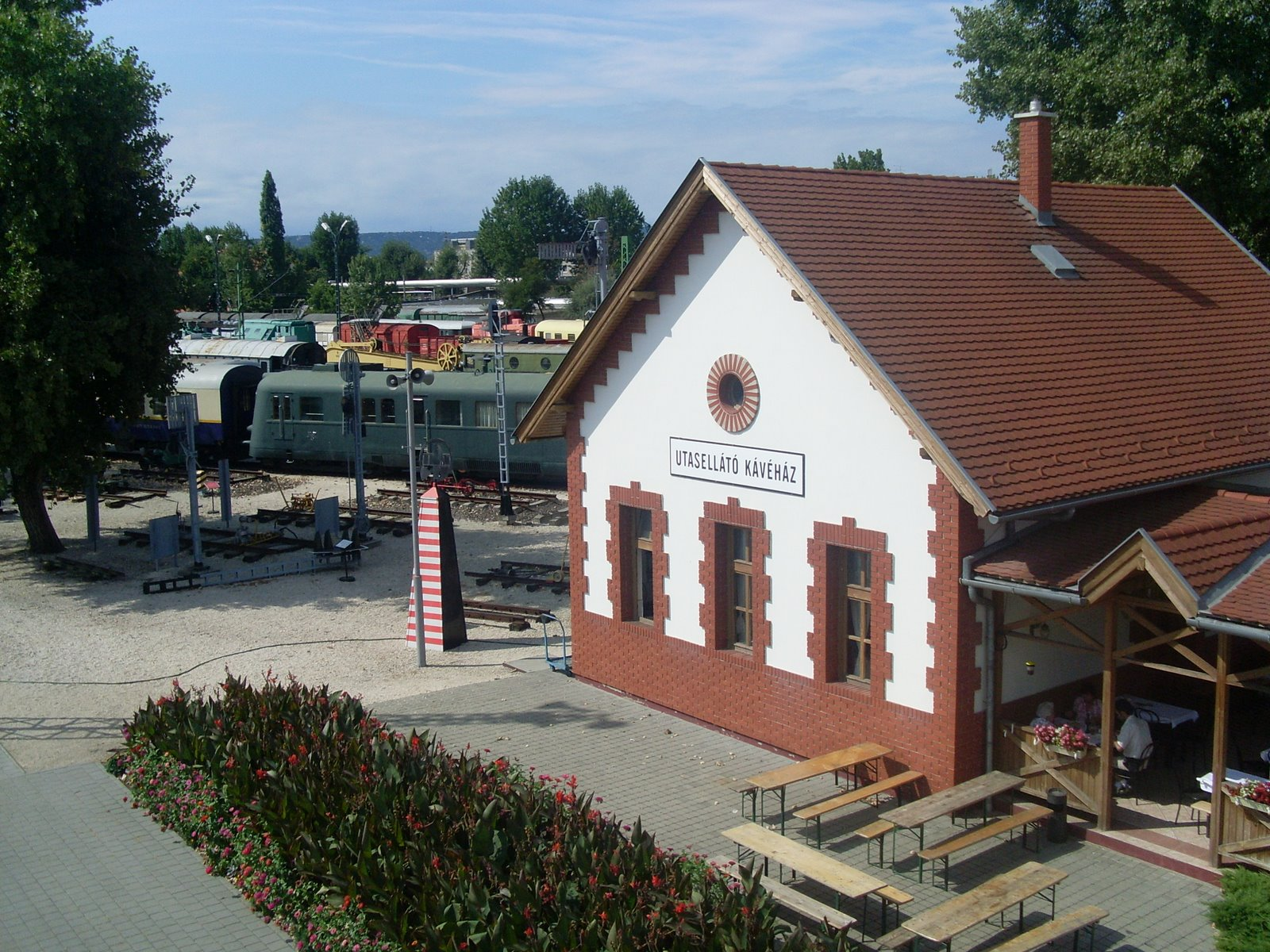

В музее есть парк с более чем 50 локомотивами Венгерской государственной железной дороги, начиная с тех, которые приводятся в движение паровыми машинами, и заканчивая теми, которые приводятся в движение электродвигателями. При этом некоторые из них всё ещё могут эксплуатироваться. Также в музее выставлены другие виды железнодорожного транспорта, например, дрезина с ручным приводом и инспекционный вагон для контроля состояния рельсов. Среди экспонатов есть вагон-ресторан, построенный для Восточного экспресса, и вагон Árpád, которые собраны соответственно в 1912 и 1934 гг.
В музее также есть автомобиль «Чайка» (ГАЗ-13), который являлся официальным автомобилем Председателя Совета Министров ВНР Йенё Фока. Позже автомобиль был переделан Венгерскими государственными железными дорогами для движения по рельсам.
В главном помещении музея представлены экспозиции по истории железнодорожных станций, железнодорожной техники и истории железных дорог в Венгрии. Многие из экспонатов являются интерактивными, например, управление тележкой и испытания на симуляторе двигателя, который был построен для MÁV V63. Также есть дом с макетом железной дороги. В музее есть парковая миниатюрная железная дорога для детей. На территории музея имеются поворотный круг и веерное депо на 34 стойла.
Действующие локомотивы используются для ностальгических поездок по железной дороге в Венгрии и за рубежом.
Одним из паровозов в Венгерском железнодорожном музее является MÁV 411.118, который известен на постсоветском пространстве как паровоз типа «Ша». Эти паровозы производились в США заводами «Baldwin» и «ALCO» как военные паровозы класса USATC S160.

## История
Железнодорожный музей Венгрии открыл свои двери 14 июля 2000 года. Музей поддерживается Фондом Венгерского железнодорожного музея, который был основан 22 ноября 1999 года.

## Галерея

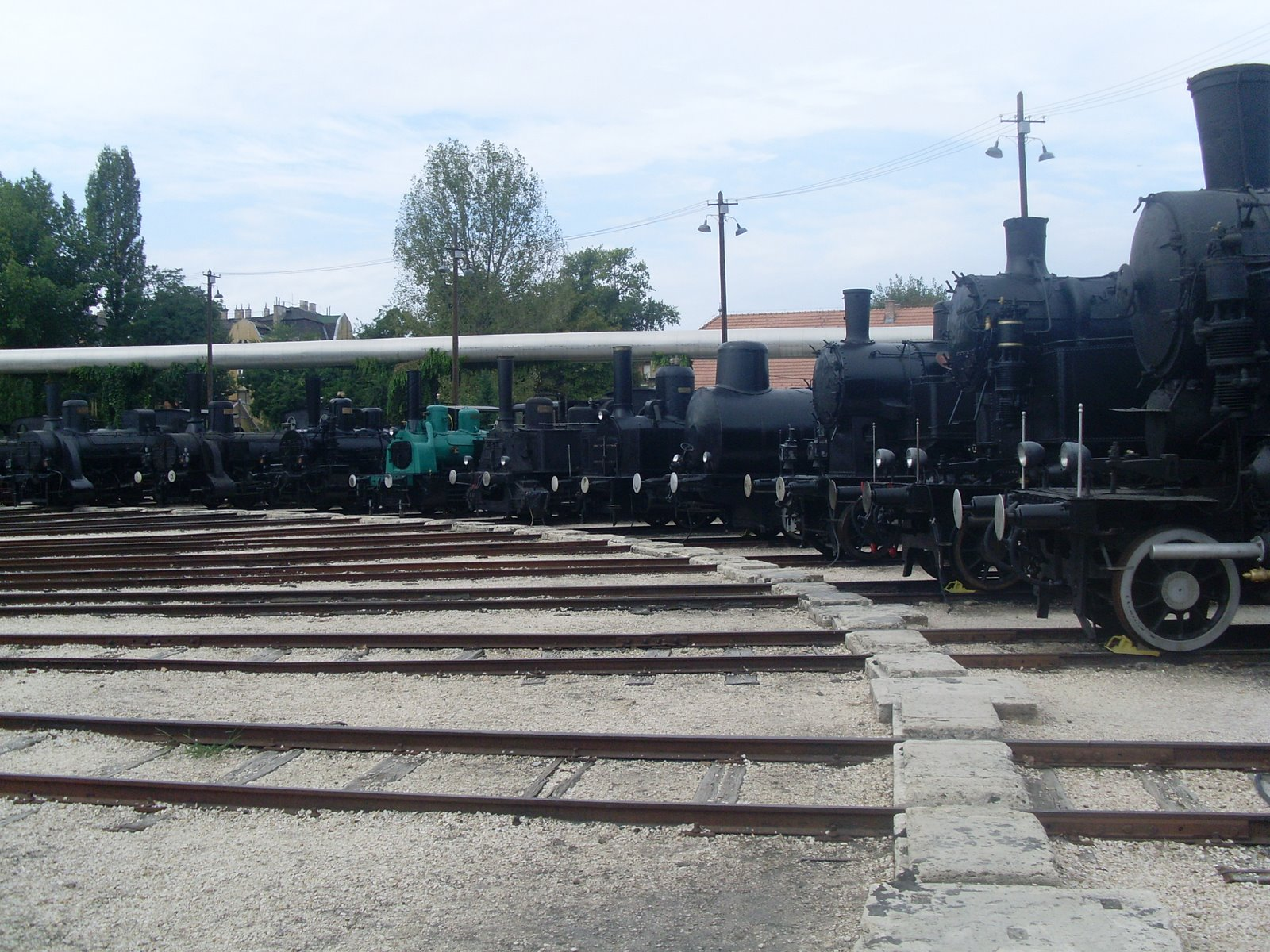
локомотивы
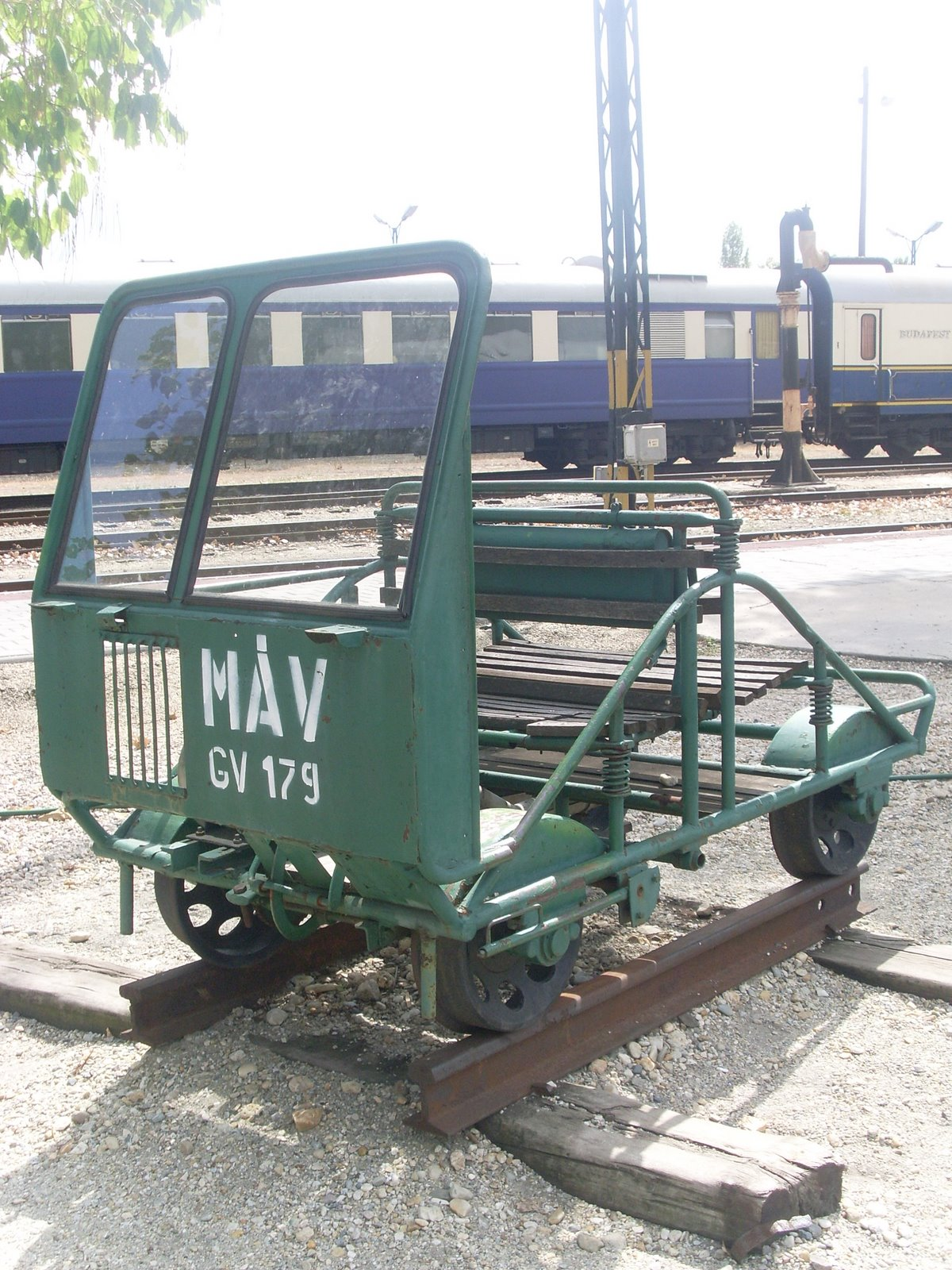
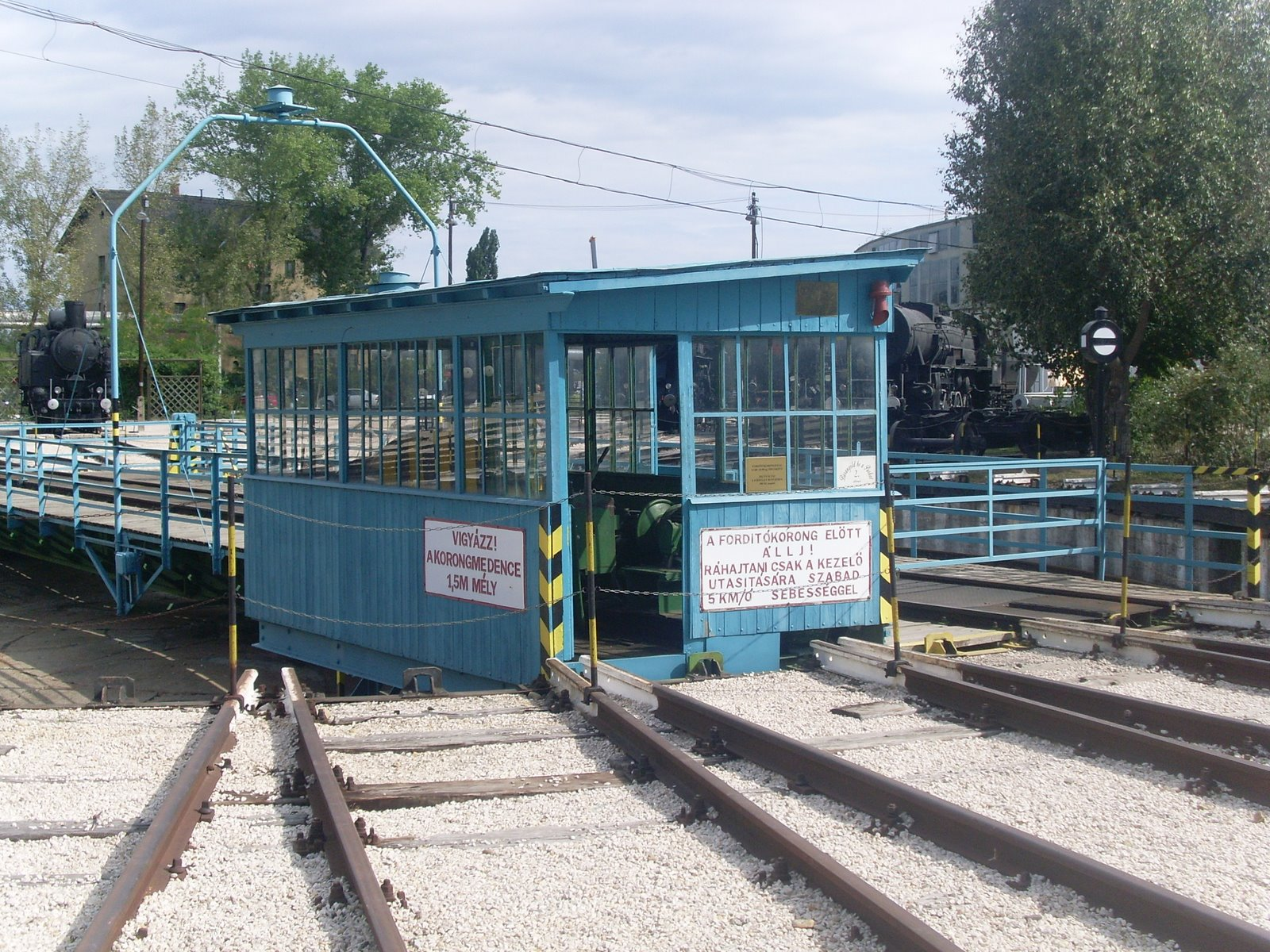
поворотный круг
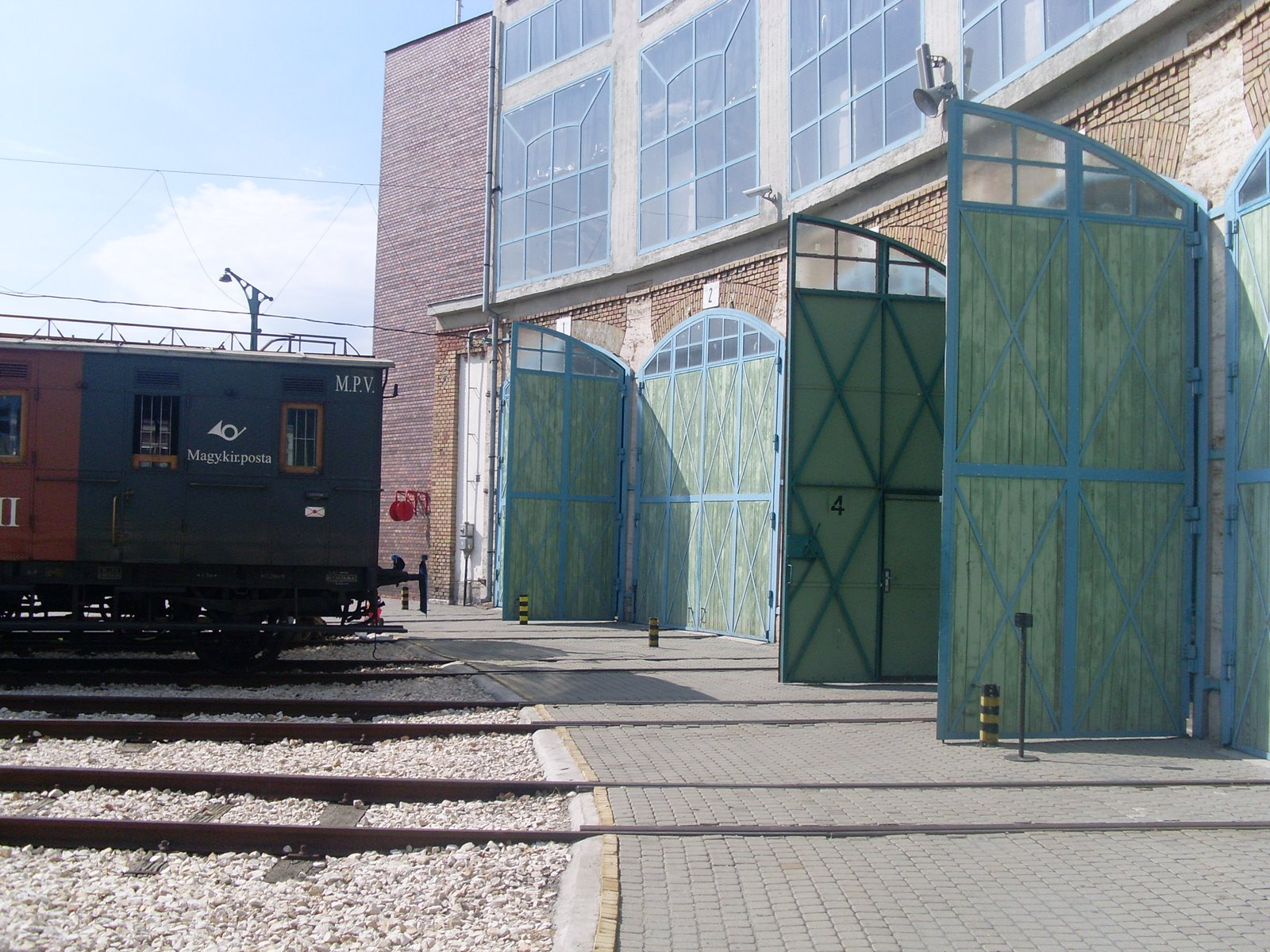
веерное депо
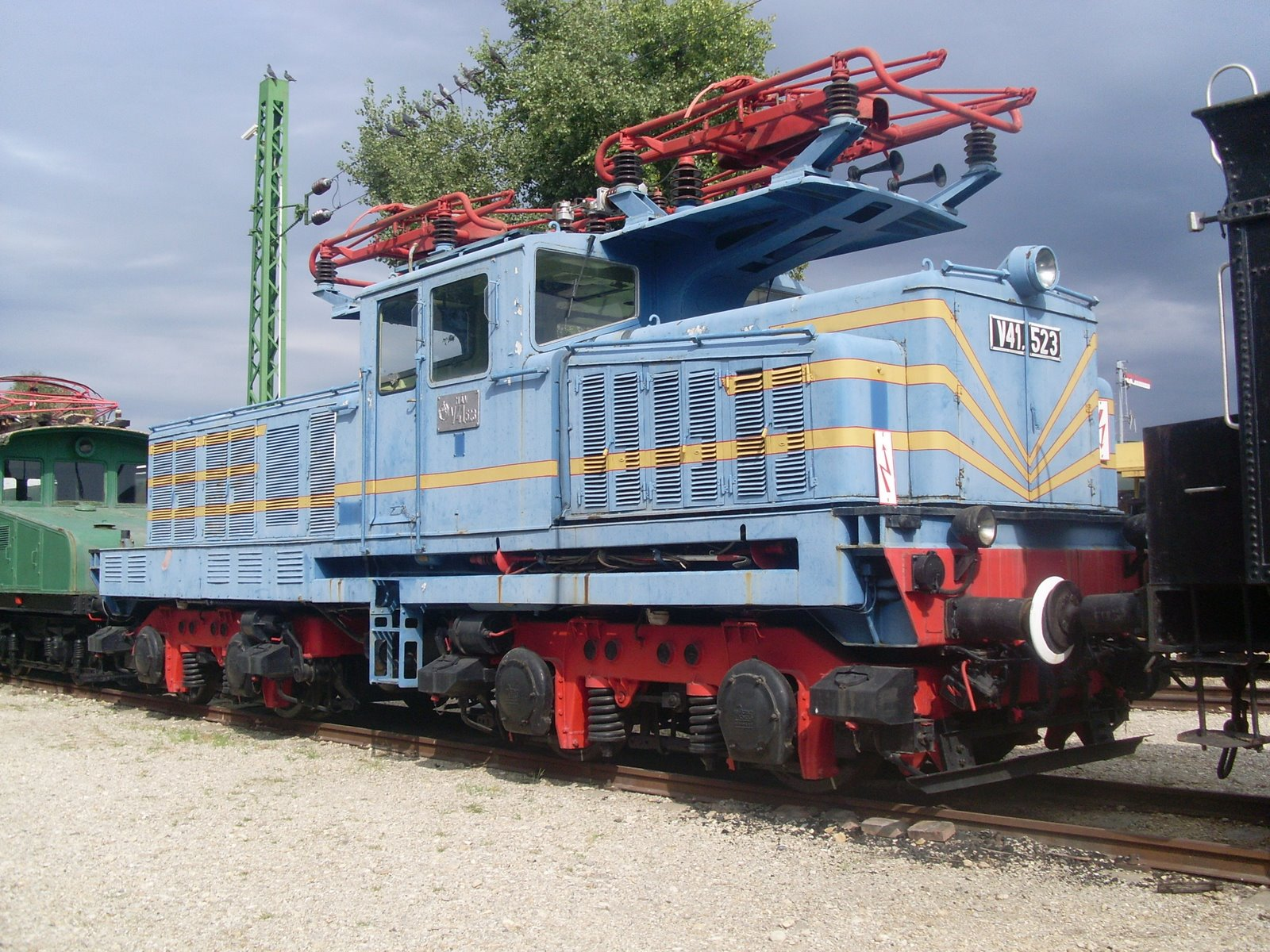
MÁV V41.523
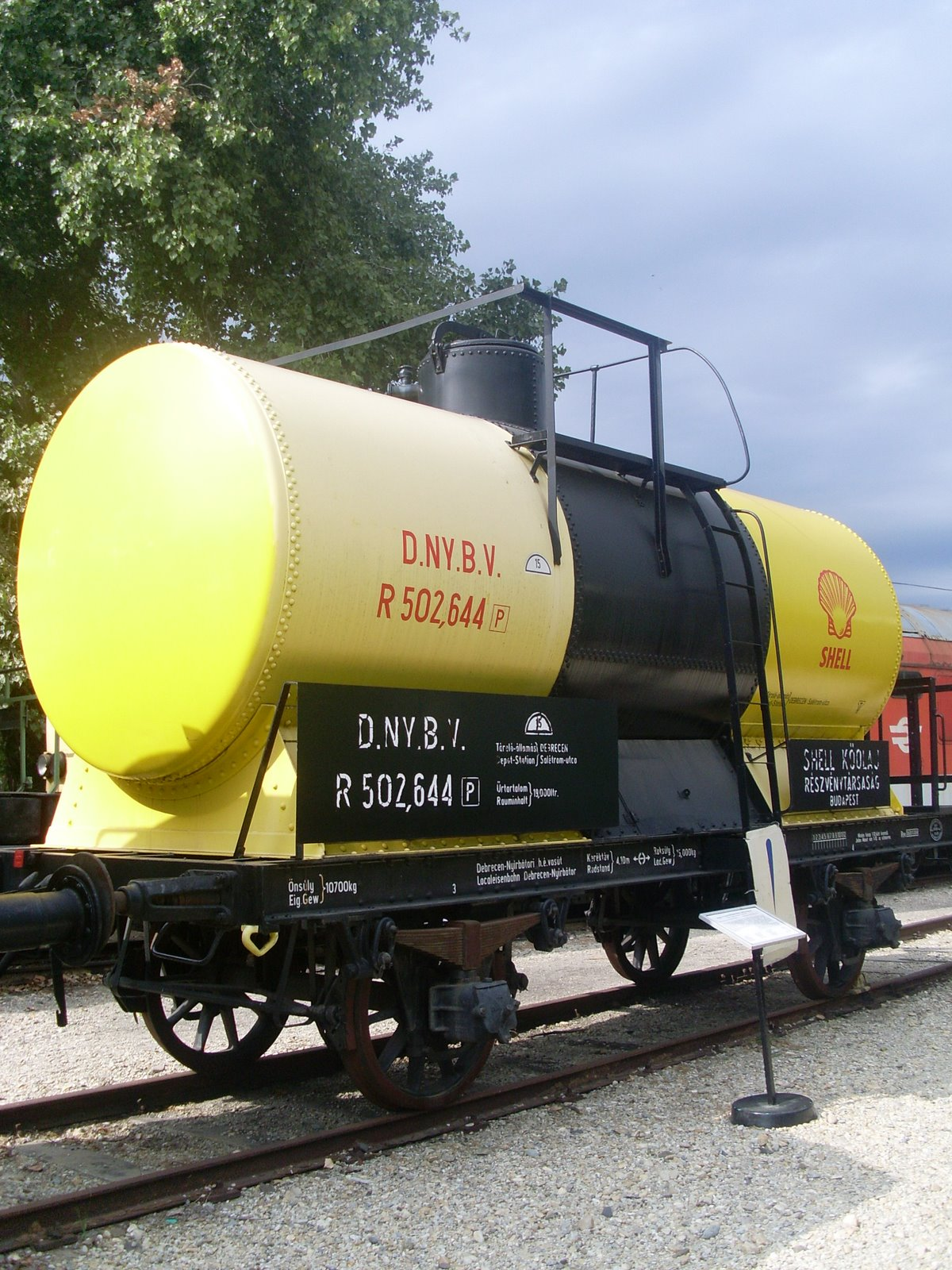
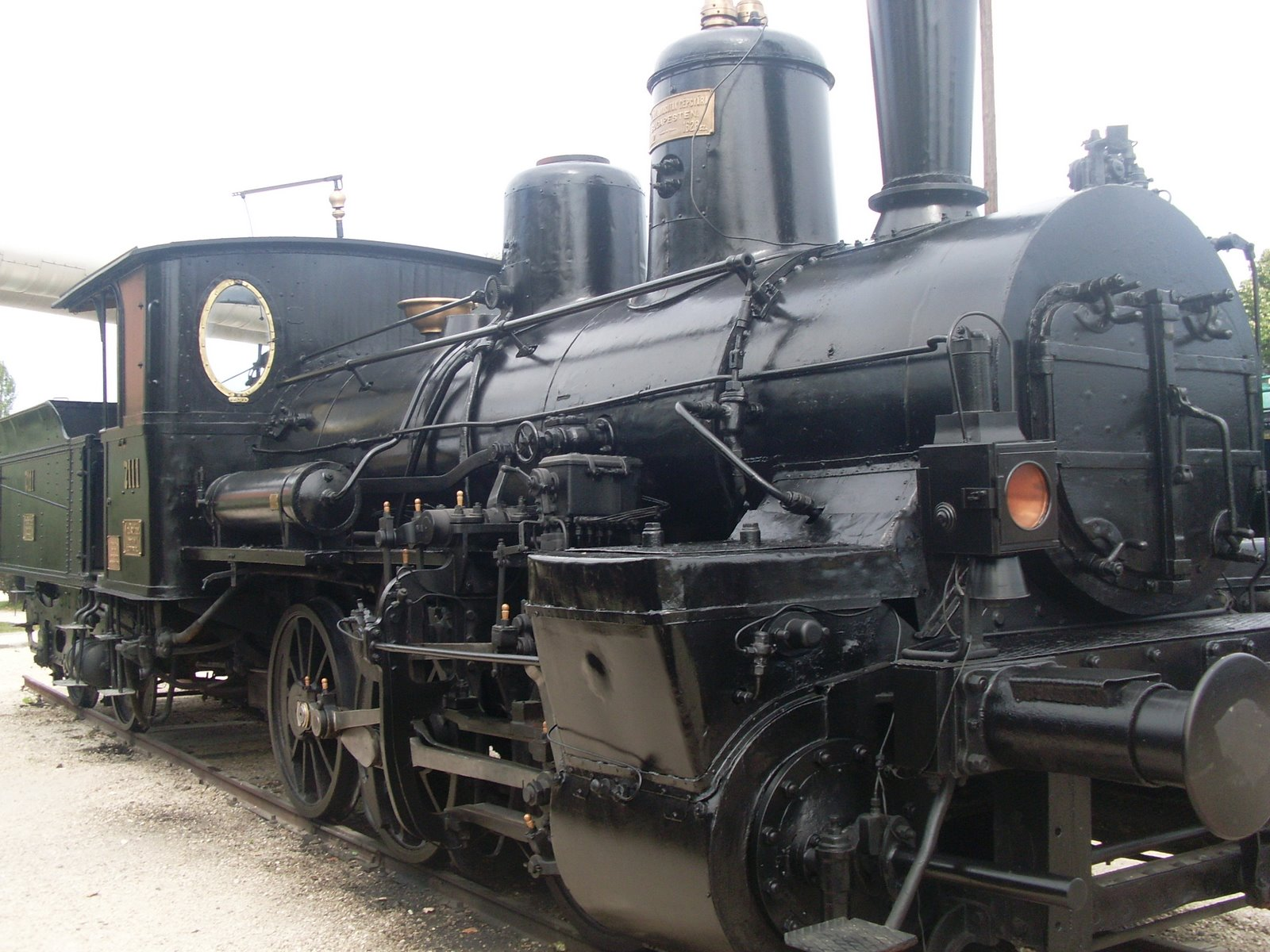
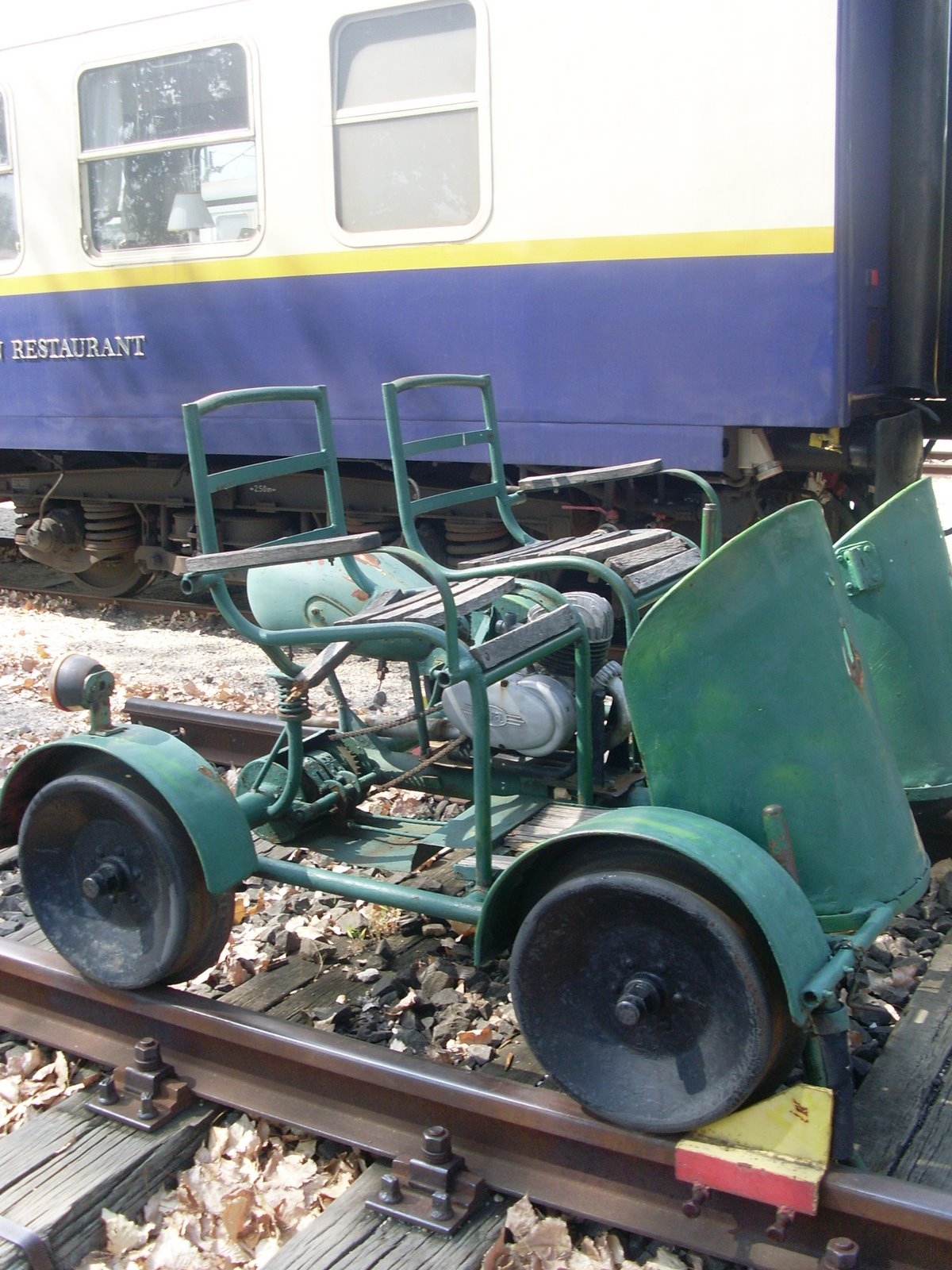
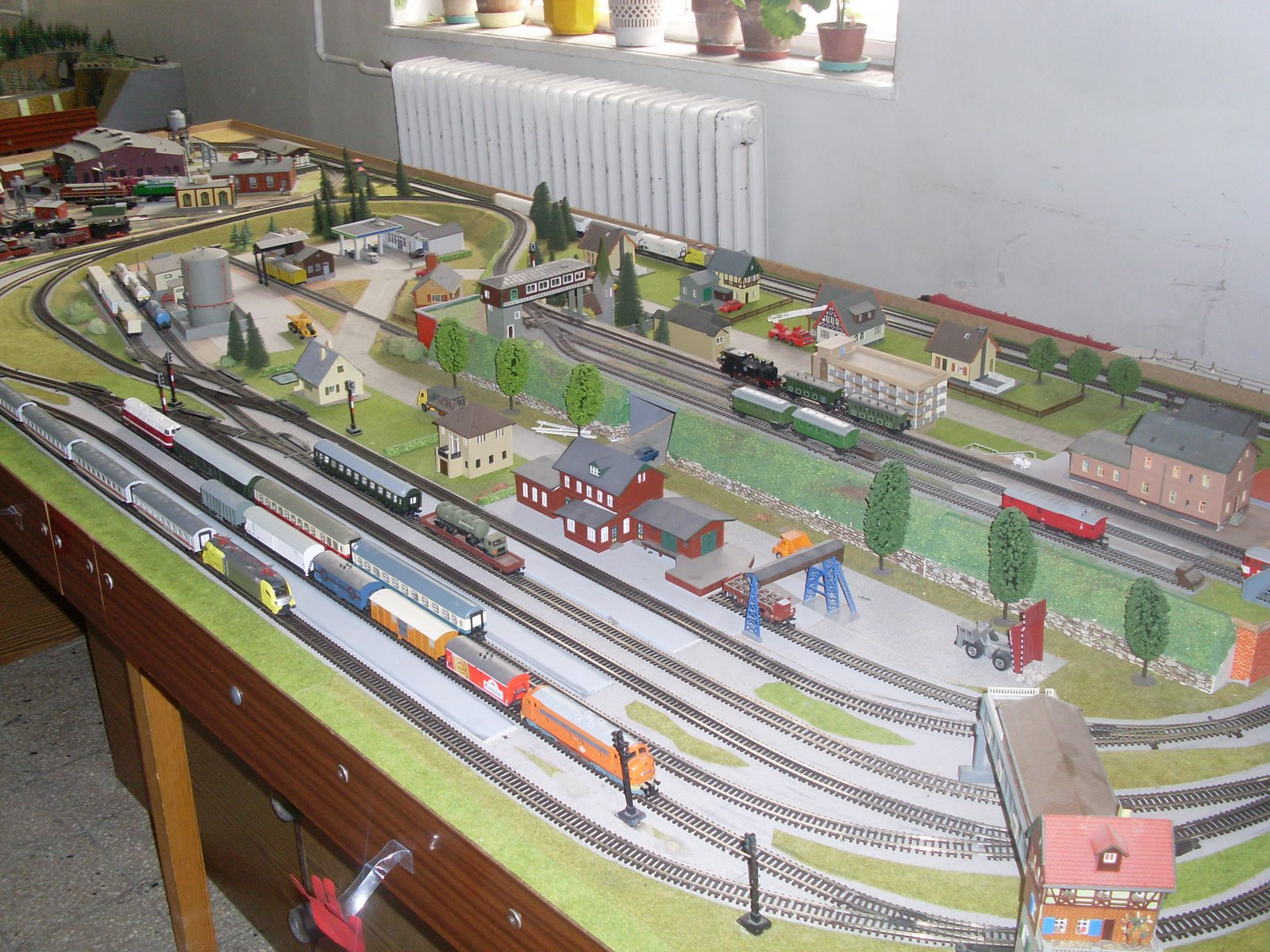
макет железной дороги
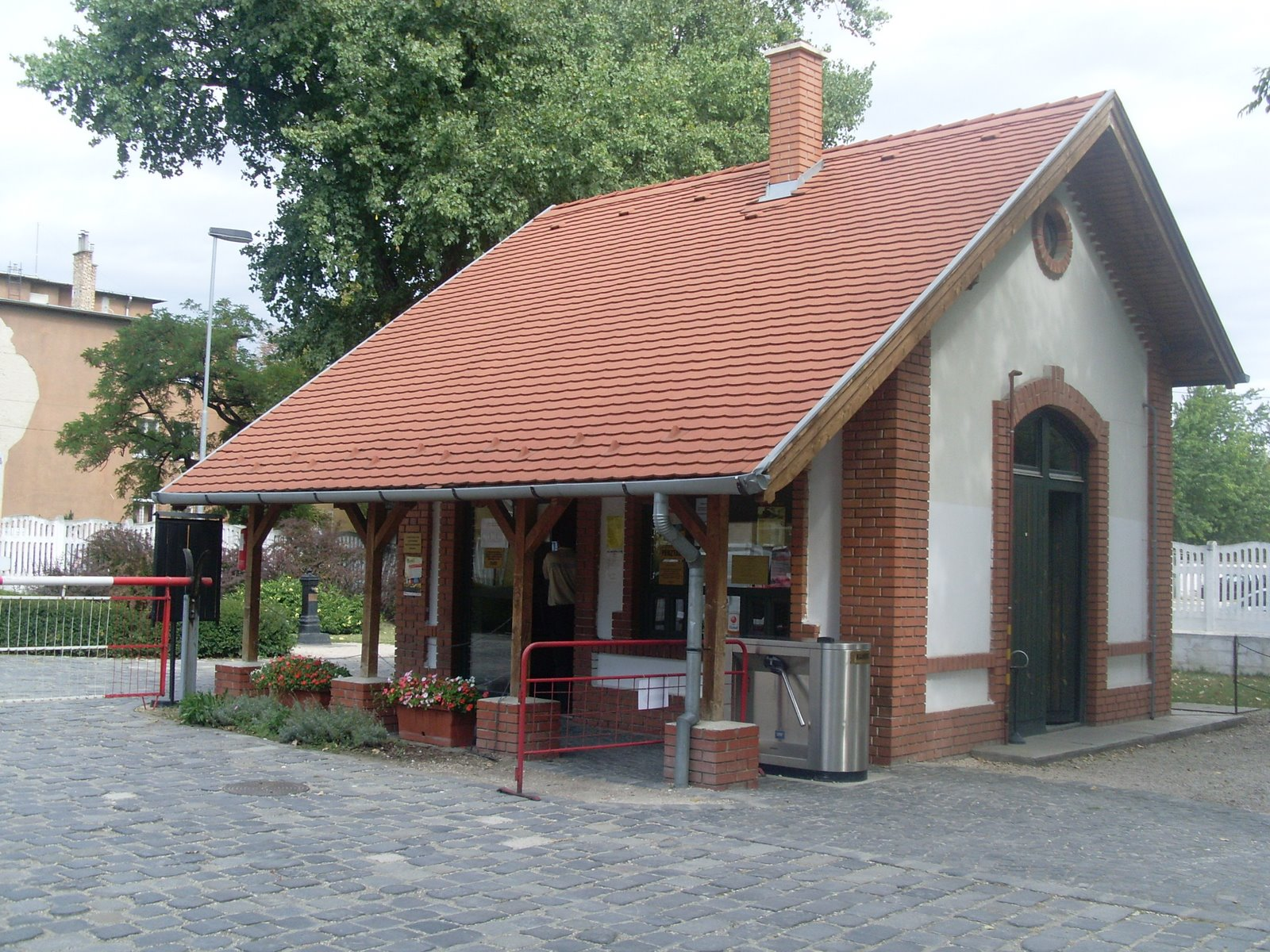
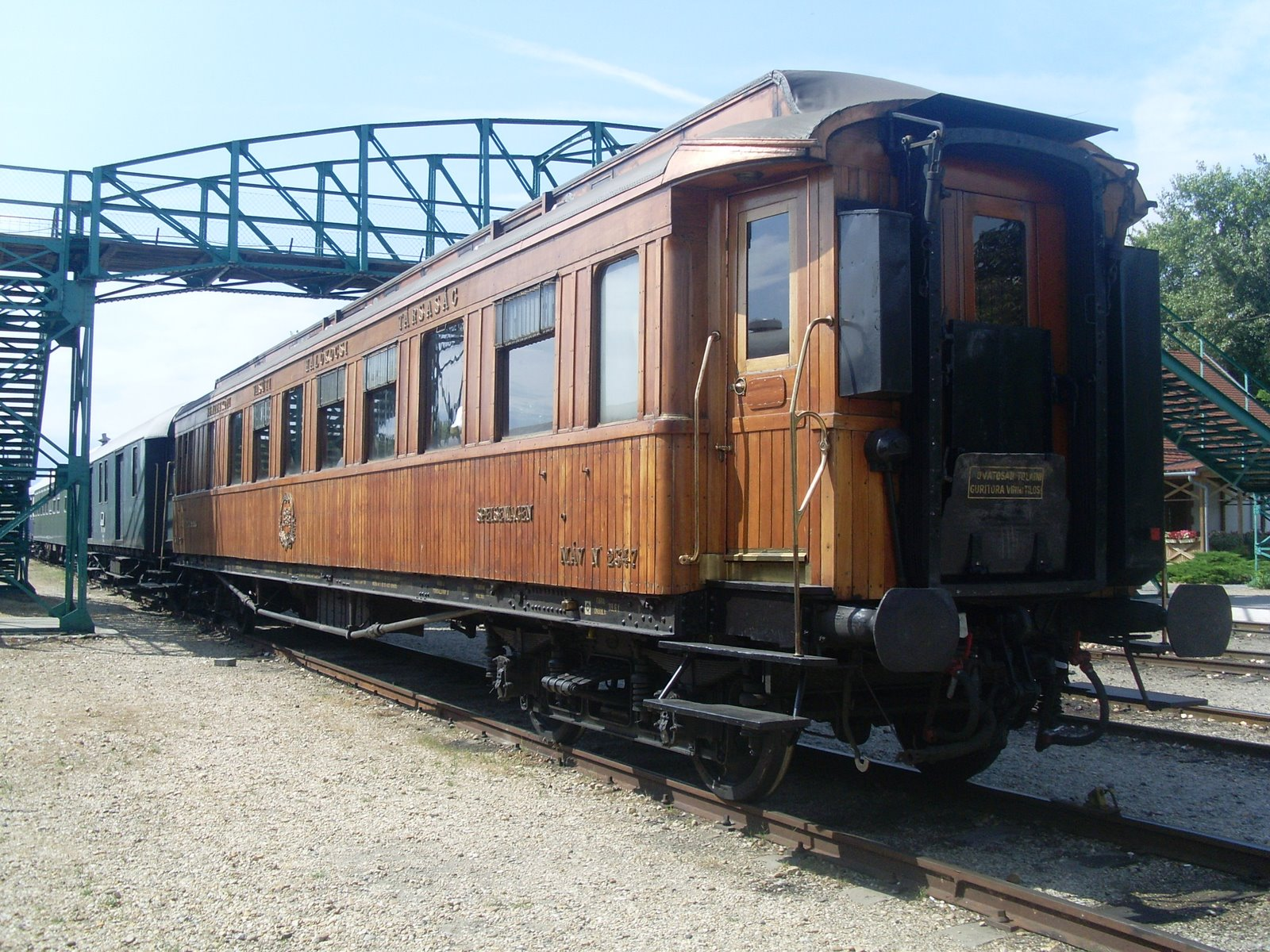
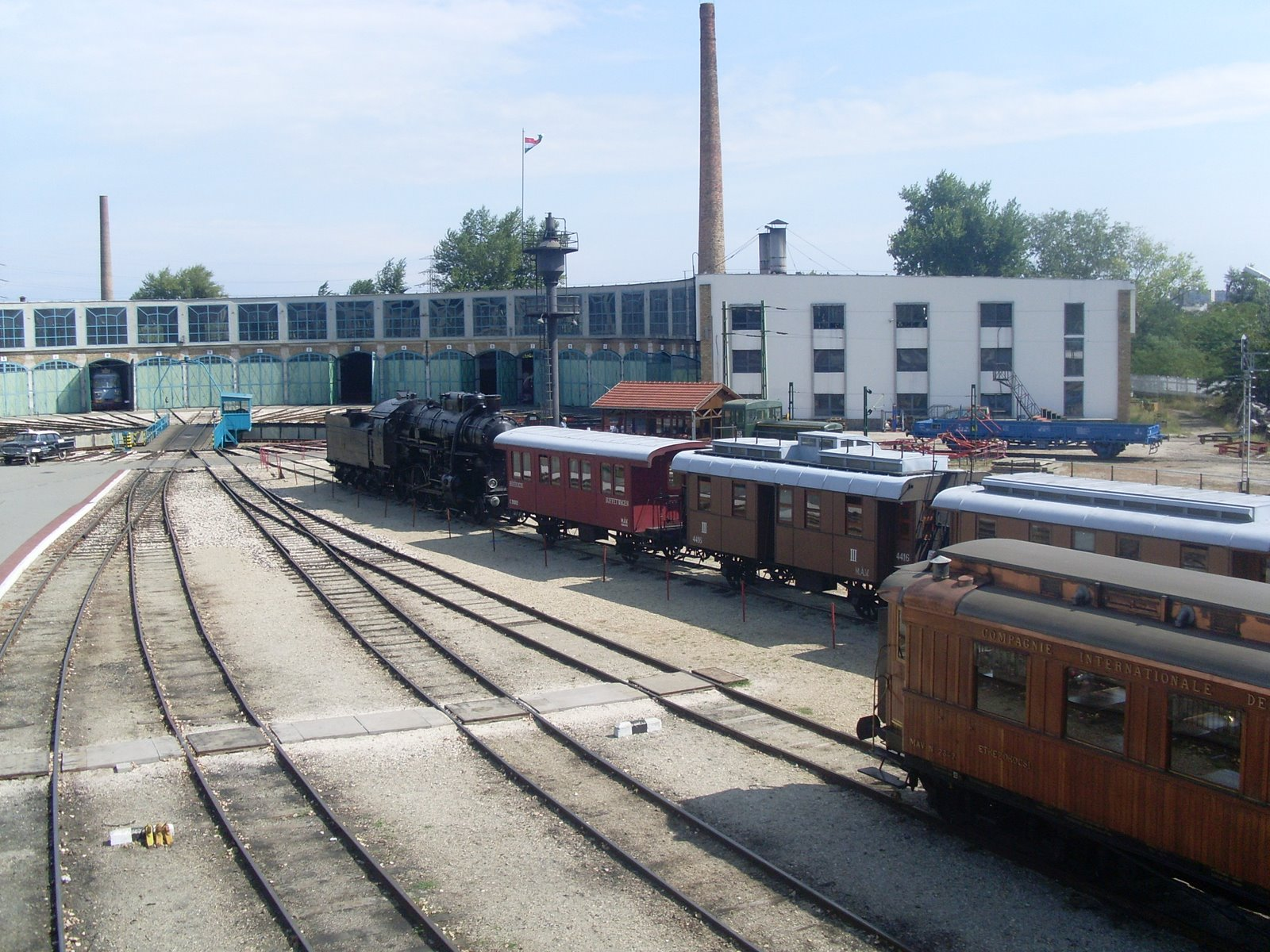
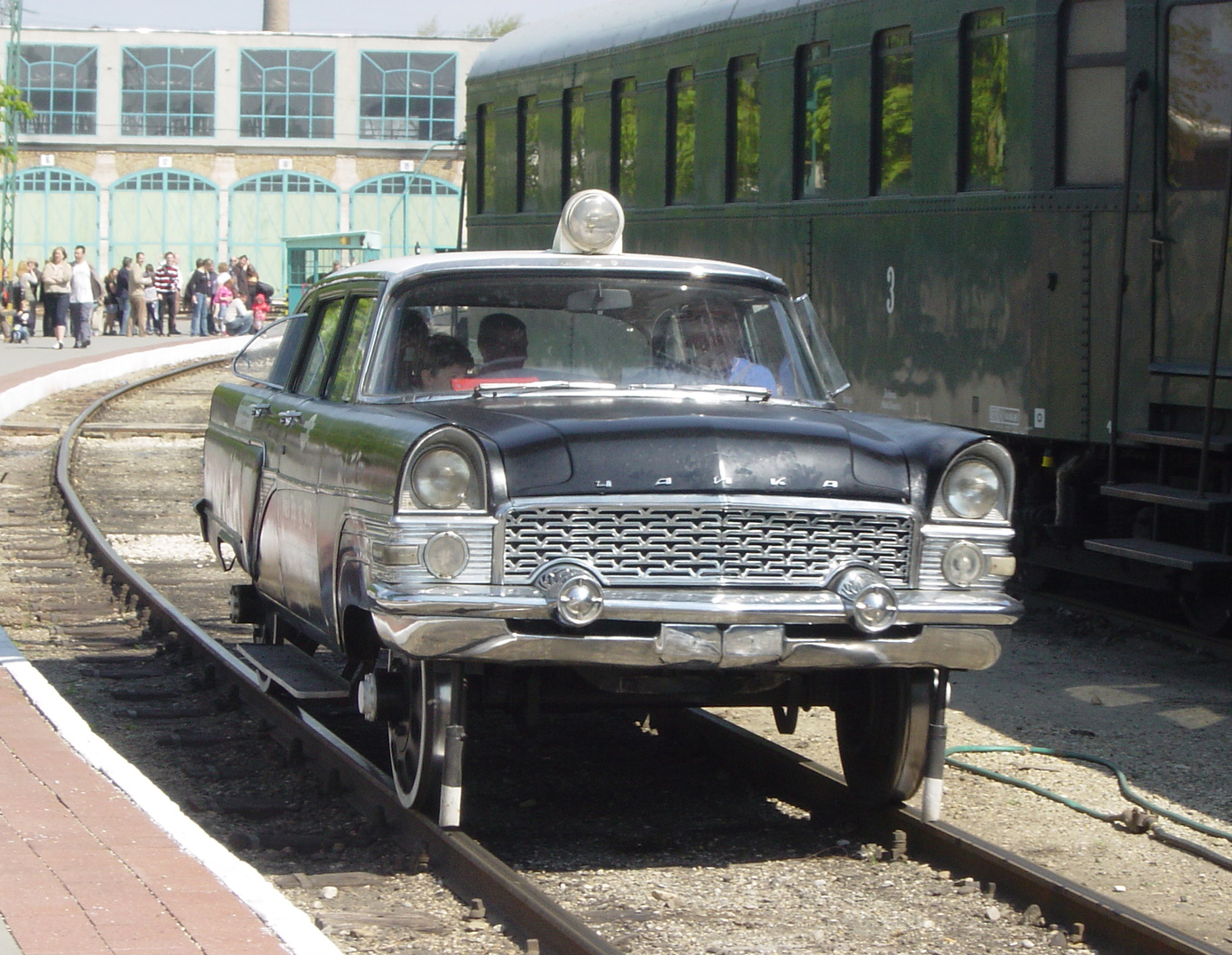
ГАЗ M13 «Чайка»
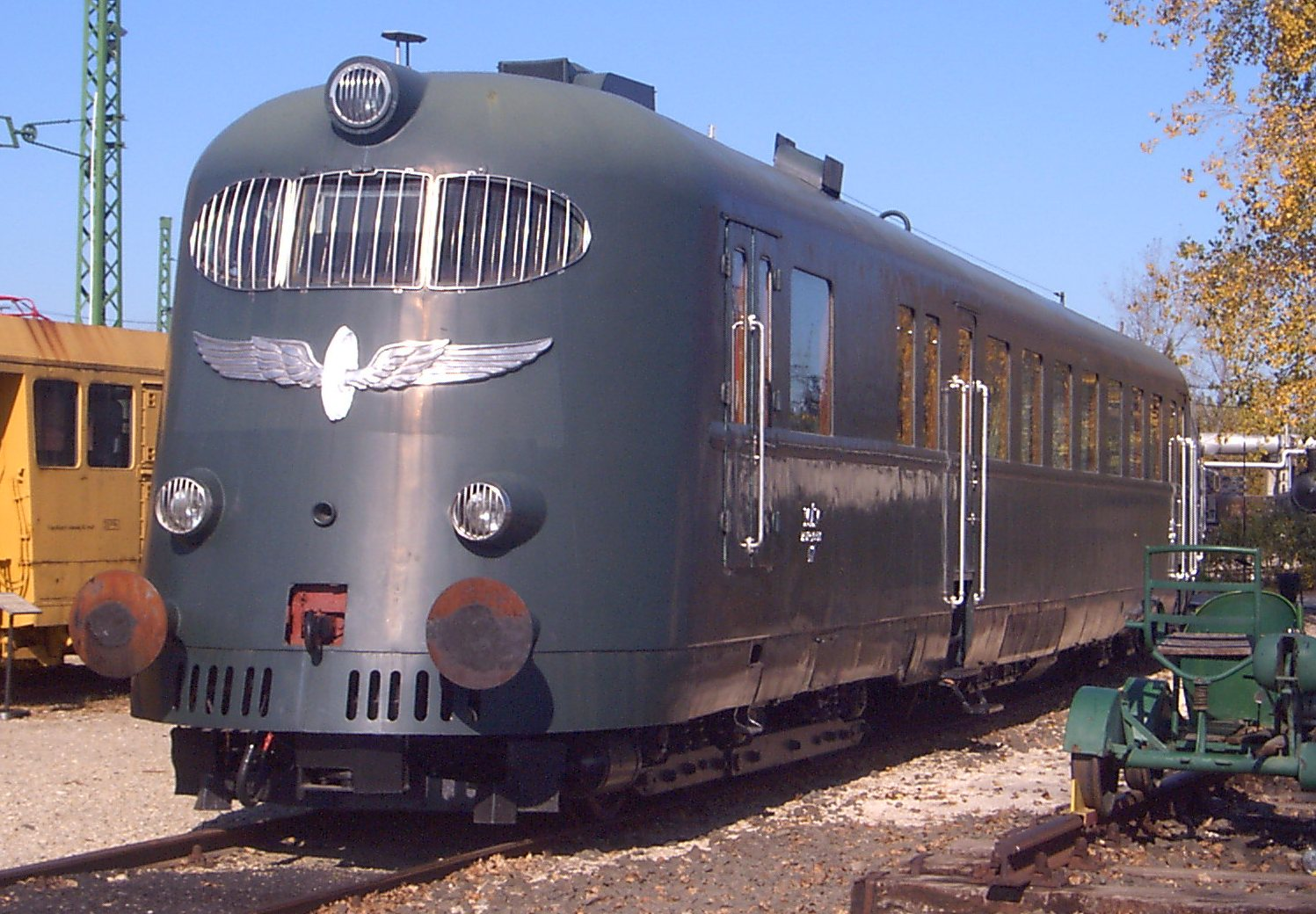
дизель-вагон Hargita 1944—1955
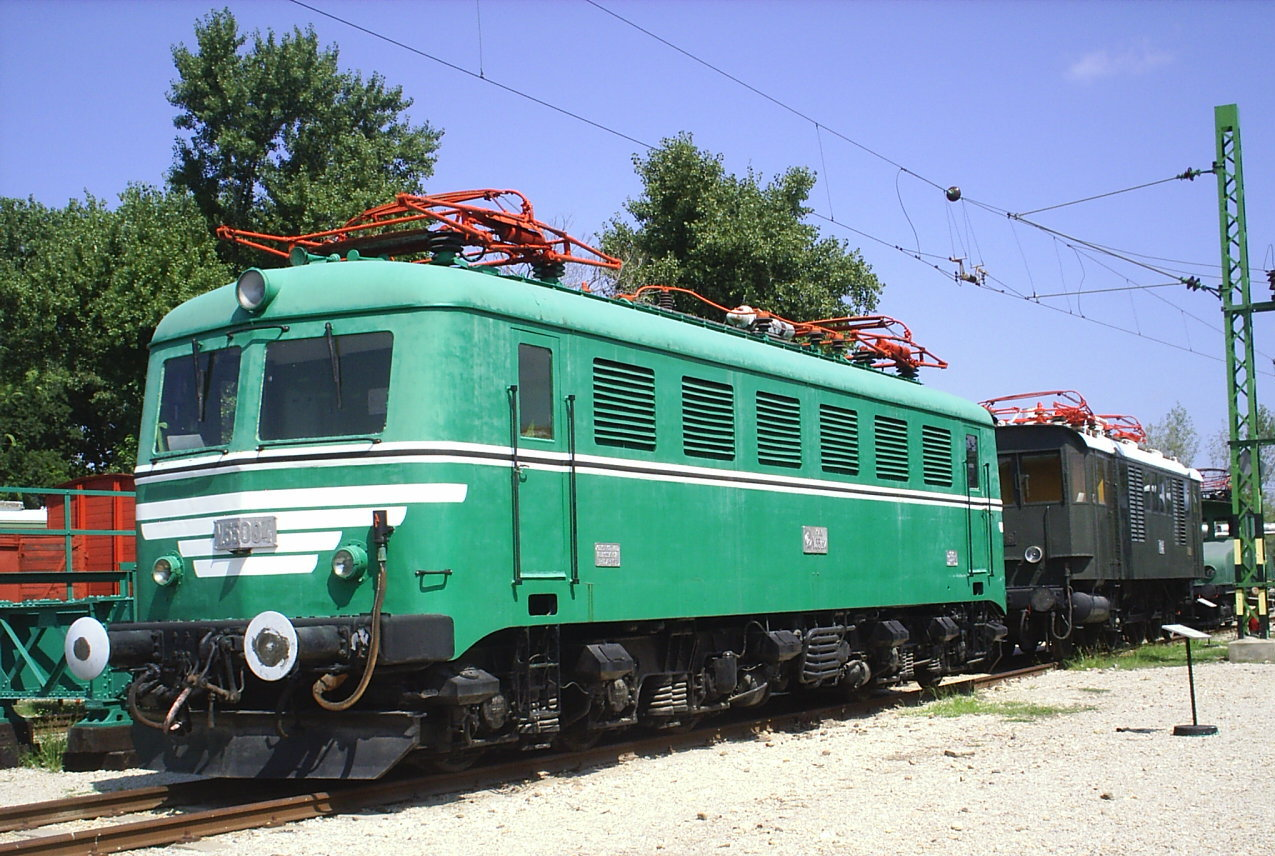
V55.001–012 электровоз серии V55 системы Kandó (1950–1957)
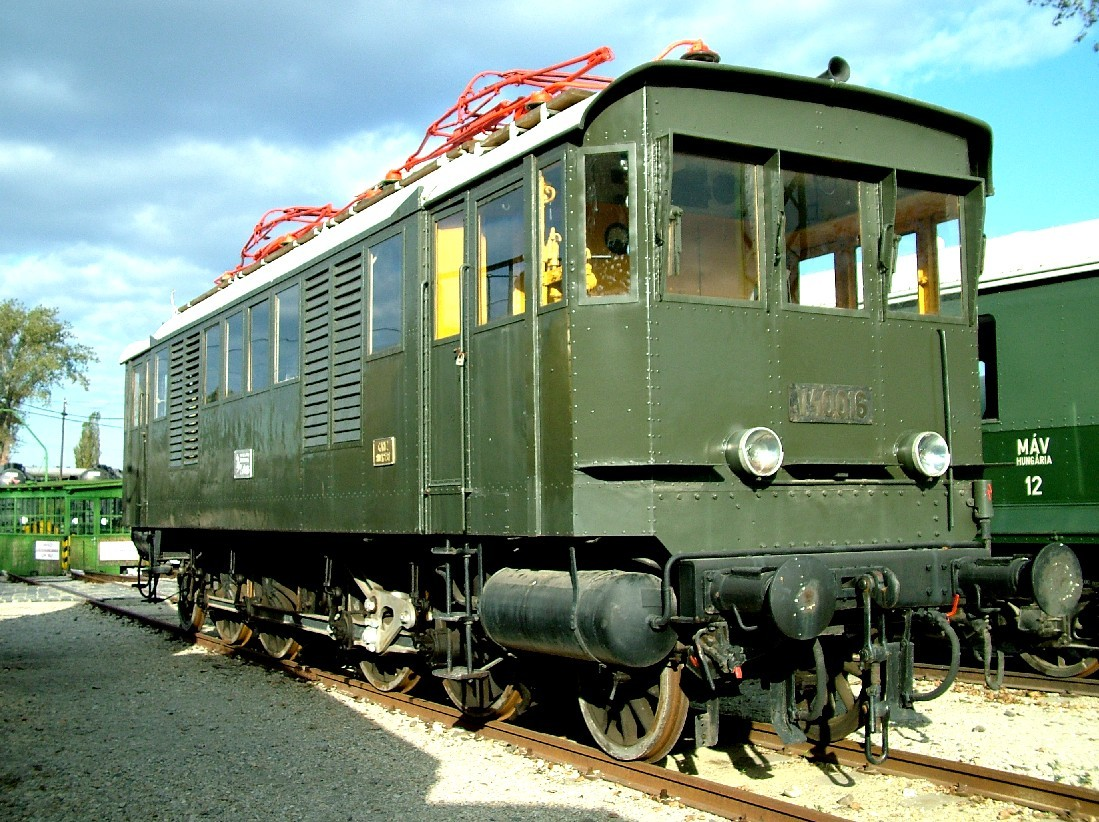
V40.016 электровоз серии V40 системы Kandó (с 1934)